# Annika Martens
Annika Martens (* 1977 in Buchholz in der Nordheide) ist eine deutsche Theater- und Filmschauspielerin.

## Karriere
Nach ihrem Abitur arbeitete Annika Martens vier Monate lang mit Straßenkindern in Kolumbien. In ihrer Heimatstadt Hamburg spielte sie anschließend in einer freien Theatergruppe u. a. die Rolle der Marie in Georg Büchners Woyzeck, während sie für die Dauer von acht Monaten in einer Behinderteneinrichtung arbeitete. Von 1999 bis 2002 absolvierte sie eine Ausbildung zur Atem-, Stimm- und Sprechlehrerin an der vom CJD (Christliches Jugenddorfwerk Deutschlands e.V.) getragenen Schule Schlaffhorst-Andersen im niedersächsischen Bad Nenndorf (siehe Methode nach Schlaffhorst und Andersen). Von 2002 bis 2006 studierte sie an der durch Max Reinhardt gegründeten Hochschule für  Schauspielkunst „Ernst Busch“ Berlin. Bereits während ihres Studiums spielte Annika Martens in Bertolt Brechts Baal alle weiblichen Rollen unter der Regie von Veit Schubert und am Studiotheater der HfS Ernst Busch (bat) die Elisabeth in Friedrich Schillers Maria Stuart unter der Regie von Philipp Stehmann. Annika Martens gehörte von 2006 bis 2011 dem Schauspielensemble des Badischen Staatstheater Karlsruhe an. Im Juli 2010 wurde ihr der von der Kunst und Theatergemeinde (KTG) Karlsruhe gestiftete Publikumspreis, der „Goldene Fächer“, verliehen.

## Theaterrollen (Auswahl)
- 1998: Georg Büchner: Woyzeck (Marie)
- 2004: Bertolt Brecht: Baal (alle weiblichen Rollen)
- 2006: Friedrich Schiller: Maria Stuart (Elisabeth)
- 2006: F.I.N.D.-Festival: Orient Express (mehrere Rollen)
- 2006: Mitglied der Schauspielensembles am Badischen Staatstheater Karlsruhe
- 2006: Edward Albee: Wer hat Angst vor Virginia Woolf? (Die Süße)
- 2006: Lukas Bärfuss: Der Bus (Das Zeug einer Heiligen) (Erika)
- 2006: Arne Lygre: Anna und ich und Männer (Liv) Deutschsprachige Erstaufführung
- 2007: Elfriede Jelinek: Ulrike Maria Stuart (mehrere Rollen; u. a.: Der Prinz)
- 2008: William Shakespeare: Was ihr wollt (Viola/Cesario)
- 2009: Esther Gerritsten: Gras (Christina/Annika)
- 2009: Bertolt Brecht: Herr Puntila und sein Knecht Matti (Eva Puntila)
- 2009: Raoul Schrott (nach Euripides): Bacchen (Chor)
- 2009: Noah Haidle: Mr. Marmalade (Lucy, vier Jahre alt) Deutschsprachige Erstaufführung
- 2009: Heinrich von Kleist: Penthesilea (Penthesilea)
- 2010: William Shakespeare: König Lear (Narr/Cordelia)
- 2010: Peter Handke: Das Spiel von Fragen oder Reise zum sonoren Land (eine junge Schauspielerin)
- 2010: Dea Loher: Das letzte Feuer (Rosmarie)
- 2011: Peter Lund: Big Money (Vera Schneider)
- 2011: Otfried Preußler: Die kleine Hexe (Die kleine Hexe)
- 2012: William Shakespeare: Das Wintermärchen (Hermione, Königin von Sizilien)

## Filmografie
- 2007: Weitertanzen (Bea)

Fernsehen (Auswahl)
- 2005: Kiss Noir
- 2006: Post Mortem – Notwehr (RTL)
- 2006: Abschied (Kurzfilm)
- 2007: Die Jäger des Ostsee-Schatzes (SAT 1)
- 2009: Küstenwache: Tödliche Algen (ZDF)
- 2010, 2016: Notruf Hafenkante: Gegen die Zeit und Franzis Albtraum (ZDF)
- 2011: Tatort: Das schwarze Haus (ARD)
- 2014: Polizeiruf 110: Liebeswahn (ARD)
- 2015, 2018: Jennifer – Sehnsucht nach was Besseres (Fernsehserie)
- 2016: Komm schon! (Fernsehserie)
- 2017: Morden im Norden: Tödliches Vertrauen (ARD)
- 2017–2019: Rote Rosen (32 Folgen, ARD)
- 2017: Tatort: Der Fall Holdt (ARD)
- 2017/18: Die Pfefferkörner
- 2019: Prof. Wall im Bordell
- 2019: SOKO Hamburg: Unter Fischern (ZDF)
- 2022: Friesland: Prima Klima (ZDF)
- 2024–2025: Die Kanzlei (Fernsehserie, Folgen: Wo die Liebe hinfällt, Falsche Wege)